# Galium texense
Galium texense är en måreväxtart som beskrevs av Asa Gray. Galium texense ingår i släktet måror, och familjen måreväxter.
Artens utbredningsområde är Texas. Inga underarter finns listade i Catalogue of Life.